# Übel Blatt
Pour les articles homonymes, voir Blatt.
Übel Blatt (ユーベルブラット, Yūberu Buratto) est un manga de dark fantasy de Etorōji Shiono. Il est prépublié entre mars et septembre 2004 dans le magazine Gangan YG, entre décembre 2004 et novembre 2009 dans le magazine Young Gangan, et dans le magazine Monthly Big Gangan entre août 2011 et mars 2019, et est compilé en un total de 24 tomes par Square Enix. La version française est éditée en intégralité par Ki-oon.
Le manga a obtenu le prix seinen aux Japan Expo Awards 2008 qui récompense le meilleur manga du genre.
Une adaptation en anime est diffusée depuis janvier 2025. Une suite du manga intitulée Übel Blatt II: L'Ordre du Roi Défunt (Shiseru Ō no Kishidan) est publiée depuis le 24 février 2024. La version française est éditée par Ki-oon à partir d'avril 2025.

## Synopsis
L'histoire se déroule dans un monde séparé entre l'empire de Szaaland et un endroit mystérieux nommé « Wischtech » surnommé par ailleurs l'empire du mal, où une guerre eut lieu entre les forces maléfiques de Wischtech et les autres.
Le scénario est centré sur une légende qui raconte que, pour vaincre l'armée des ténèbres de Wischtech, l'Empereur missionna quatorze guerriers à qui il confia, quatorze Lances sacrées. Trois d'entre eux, les « Glorieux guerriers sans retour », périrent au combat. Quatre autres, surnommés les « Lances de la Trahison », furent exécutés par leurs compagnons pour félonie. Les sept derniers accomplirent leur mission et furent accueillis en héros à leur retour. Ainsi est née la légende des Sept Héros.
Vingt ans se sont écoulés. Une rébellion éclate dans les Provinces frontalières de l'empire de Szaaland, menée par des individus prétendant être les « Lances de la Trahison ». Mais ces derniers se heurtent à une résistance inattendue de la part d'un individu isolé qui semble bien connaître les quatorze guerriers élus, et qui met en doute la légitimité des 7 héros. Son épopée le mènera dans tous les recoins de l'empire et au-delà, et certaines de ses rencontres s'avéreront essentielles pour atteindre le but qu'il s'est fixé : Sept cibles pour une vengeance implacable.

## Personnages

### Personnages principaux
Köinzell (ケインツェル, Keintseru)
Voix japonaise : Yūya Hirose (en), voix française : Elliott Guyot
Très vite surnommé "Le Tueur de Héros", il est le protagoniste de l'histoire. Sous ses apparences d'adolescent semi-elfe se cache un guerrier redoutable qui possède une maîtrise exceptionnelle de l'épée. Il est en fait Ascheriit, l'une des Lances de la Trahison, censé être mort. Il s'en est sorti en dévorant un haut elfe avant de mourir. Son corps actuel a mis 20 ans de souffrances à se stabiliser, mais demeure encore fragile. Il est d'ailleurs trop faible pour bien suivre les mouvements de l'art de l'épée tels qu'il les avait autrefois appris. Ce corps puise sa force dans la Lune. Une fois que sa nature d'elfe prend le dessus sur lui, des ailes lui apparaissent et il devient alors un être surpuissant... De plus, il est capable d'invoquer «l'épée noire», un ensemble de 4 lames dégageant une énergie presque maléfique et qui sont censées représenter le ressentiment des 4 «Lances de la trahisons» ; néanmoins, ce pouvoir s'avère encore assez flou. Köinzell est considéré comme un rebelle et un traître à tort, car son but est de venger ses compagnons morts trahis par les « Sept héros », qui sont des seigneurs adulés et protégés par le peuple (en ayant usurpé le rôle des « Lances de la trahison »). Cependant, il est quelqu'un de profondément gentil et courageux, et il compte bien payer le prix de ses crimes quand il en aura fini avec sa vengeance car il sait que malgré le mensonge sur lequel repose le mythe des "Sept héros", c'est lui qui aura mis Sahrandien en état de crise en ébranlant les fondements de la paix de l'Empire.
Il est reconnaissable à sa cicatrice sur l'œil gauche et à ses longues nattes tressées blondes. Ses yeux sont rouges et ses cheveux très longs sont d'un blond délavé, un peu kaki très clair. Il a aussi une cicatrice en forme de croix sur la poitrine et les oreilles très effilées. Son équipement semble être celui d'un guerrier hors-la-loi.
Ato (アト, Ato)
Voix japonaise : Yui Kanari, voix française : Ludivine Deworst
Ato est une princesse Kschalundienne, peuple frontalier considéré à tort comme des barbares. Elle perd son frère Krato lors d'une bataille et le retrouve sous l'emprise de la soi-disant 'Lance de la trahison', Güsstav. Cette dernière lui ordonna de tuer Köinzell si elle souhaitait récupérer son frère. Mais lors de leur rencontre, Köinzell échangea de place avec Ato et alla à la rencontre de Güsstav.
Ato détesta Köinzell pour s'être débarrassé de Krato et voulut venger son frère mais elle se rendit compte bien vite que Köinzell n'avait fait qu'abréger ses souffrances. Elle le suit finalement dans sa quête personnelle. Köinzell a, par ailleurs, délivré la sœur d'Ato, Sahren aux puissants pouvoirs elfiques, de l'emprise de Schtemwölech. Vido, ancien compagnon de Köinzell et vassal de la princesse Sahren l'emmènera ensuite avec lui, laissant Ato suivre le guerrier. À la suite de graves blessures, Köinzell l'aide en partageant son pouvoir elfique avec elle, et elle devient alors son apprentie et sa complice en laquelle il a entièrement confiance.
Elle avait les cheveux noirs, la peau blanches et les yeux violets, mais à la suite du don de sang de Köinzell, ses cheveux ont déteint et sont devenus bleu pastel presque blancs. C'est encore une adolescente d'environ 15 ans. Après le début de la guerre des héros, ses cheveux foncent et commencent à reprendre leur couleur d'origine.
Peepi (ピーピ, Pīpi)
Voix japonaise : Hina Tachibana (en), voix française : Lise Leclercq
C'est une jeune semi-elfe de la tribu Milel-Milael dont le village se situant dans les Provinces frontalières a été anéanti. N'ayant plus d'endroit où vivre, elle se rend à la frontière pour tenter d'entrer dans l'Empire clandestinement, cachée dans un chariot. Malheureusement, des gardes l'interceptent et menacent de l'exécuter. C'est alors que Köinzell intervient pour la sauver. Peepi n'est pas son véritable nom mais à chaque fois qu'elle veut le prononcer, quelqu'un l'interrompt et l'appelle par son surnom, donné à l'origine par Köinzell. Timide, naïve mais néanmoins courageuse malgré sa petite taille, elle est prête à tout pour suivre Köinzell et l'aider dans sa quête personnelle. Sa tribu est rare et possède le don d'insuffler de la magie dans les mots et de pouvoir communiquer avec les esprits. Peepi ne possède aucun don de combattante mais il s'avère qu'elle doit posséder ces pouvoirs innés chez les siens. Grâce au compagnon magicien d'Elsaria, elle peut faire apparaître un petit dragon de feu, qui grandit en même temps qu'elle. Elle a les cheveux mauves, les yeux lavande, les oreilles semi-pointues et la peau blanche. Elle a environ 10 ans.
Altea (アルテア, Arutea)
Voix japonaise : Hitomi Ueda (en), voix française : Esther Aflalo
Devenue passeuse, elle réussit à réaliser le rêve de nombreuses personnes, qu'elle aide à franchir la frontière de l'Empire clandestinement. Elle porte une blessure dans son cœur à la suite de la mort de son amant, un jeune homme blond dont on ne sait rien, lorsqu'ils avaient essayé de franchir la frontière des années auparavant. À sa première rencontre avec Köinzell, elle lui fait payer le passage en nature, car il lui rappelle l'homme qu'elle aimait. Après la destruction du mur des "Mille Silex", elle choisit d'accompagner Köinzell dans son périple dangereux autant que Peepi, et ils franchissent ensemble la frontière. Par la suite, elle reste dans la ville libre de Jullas-Abblas.
C'est une jeune femme très séduisante. Elle a la peau blanche et les cheveux et les yeux noirs, un peu violets.
Guéranpen (ゲランペン, Gerampen)
Voix japonaise : Kenichirō Matsuda, voix française : Jean-François Rossion
Au service du comte Schtemwölech, Guéranpen est témoin d'une atrocité commise par son « grand frère » le lieutenant Fargo. À la suite de cela il tente de trouver des réponses et aide Köinzell à trouver le comte. Par la suite, il est accueilli par le groupe de Köinzell. C'est un homme chauve au crâne couvert de tatouage et dont l'apparence est assez intimidante, pourtant il est loin d'être une brute et affiche même des penchants homosexuels. À la suite de la mort du lieutenant Fargo, le greffon qui lui avait été donné peu avant s'est reporté sur Guéranpen, ce qui lui a permis d'échapper à la mort lors de la destruction du château de son ancien seigneur. Depuis, il utilise ce symbiote pour combattre, ce qui lui permet de déployer des tentacules. À cause de ses tentacules et de son crâne chauve, les personnes qu'il rencontre le prennent souvent pour un poulpe chauve.
Rosen (ロズン, Rozun)
Voix japonaise : Kenji Hamada, voix française : Olivier Prémel
Envoyé par Glenn dans les provinces frontalières à la suite d'une prédiction sur un nouveau héros, il y rencontre rapidement Köinzell et lui trouve rapidement des points communs avec Ascheritt puis confirmera son identité. À l'apparence simple, il poursuivra Köinzell, qui lui échappera sans difficulté. Bien qu'ayant appris la vérité, Rosen refuse de la révéler et décide de rester au service de Glenn, dans le but de préserver la stabilité de l'empire. Il fait partie des chevaliers des 7 lances et possède un sens de la justice certain. Autrefois fils de nobles, il fut recueilli par le Marquis Glenn à la mort de son père. Faisant fi des rumeurs concernant son maître, il continuera pour le camp des sept héros. Cependant, la dissolution soudaine de l'ordre des chevaliers des 7 lances le laisse perplexe. Il se rend donc à la capitale du royaume de Glenn pour s'enquérir de ses intentions. Arguerant lui ayant révélé leur but de créer un monde nouveau fondé sur la destruction de l'Empire, il ne saura quel camp défendre. Témoins de la folie de son maître et la bravoure de celui qu'il nommera comme étant un "véritable héros", il choisira finalement le camp de Koinzell et luttera à ses côtés pour la victoire.
Elsaria Lahankreeb (エルサリア・ラハンクレーブ, Erusaria Rahankurēbu)
Voix japonaise : Kaori Maeda (en), voix française : Micheline Tziamalis
Fille d'un prince électeur, elle est aussi membre des chevaliers des 7 lances, la garde personnelle de Glenn, et est juste et droite. Elle n'hésite pas à prendre des risques, en effet, elle est de celles qui n'auraient pas hésité à continuer une mission vouée à l'échec. Elle sera l'adversaire de Köinzell avec ses 3 compagnons dans la ville libre mais elle finira par découvrir la vérité. Elle a déjà réalisé une mission importante, en écrasant une rébellion avec ses compagnons, leur présence ayant galvanisé le peu de soldats qu'elle avait rejoint. C'est une très belle jeune fille au sens de l'honneur infaillible et possédant un fort charisme. Avec ses camarades, elle prend possession du Dragon Volant construit par Glenn à Jullas-Abblas et décide de se battre pour rétablir la vérité sur les "Lances de la Trahison", notamment après la mort de Glenn. Se battant au nom du peuple, elle est capable de contrecarrer certaines décisions officielles, comme la fois où elle fit irruption lors d'une assemblé pour empêcher Lebellond d'obtenir les pleins pouvoirs, en vain malheureusement. Elle aime particulièrement les bains, elle a d'ailleurs fait installer une baignoire sur la passerelle de commandement du Dragon Volant volé par son équipe, et se baigne même alors que le vaisseau est en plein combat. Elle aura un rôle capital dans la suite de l'histoire, notamment pendant la guerre contre Glenn, devenu un traître ayant vendu son âme à Wischtech afin de réaliser ses ambitions. Elle mène l'assaut contre l'armée du félon et parvient à vaincre le gros de ses troupes. Soutenant le camp de l'Empire, elle finit par devenir Impératrice de Szaaland en succédant au défunt Largor III une fois l'équilibre retrouvé après la défaite de Glenn.
Ikfes (イクフェス, Ikufesu)
Voix japonaise : Tomohiro Ōno, voix française : Brieuc Lemaire
Il apparaît pour la première fois dans la ville libre de Jullas-Abblas où il ramène des soldats de Barestar à la raison.
On apprend par la suite qu'il est probablement le prochain maître de l'épée et est chevalier esclave du marquis Glenn. Il a fait ses armes au manoir de l'épée avec le professeur Guryë qui avait aussi entraîné Ascheriit. Il fera face à Köinzell, perdra, puis fera sienne l'ancienne épée en pierre elfique de celui-ci. En abattant le rebelle tueur de héros, il espère recouvrer ses titres de noblesse et rétablir l'honneur de sa famille. En effet, on apprend par la suite grâce à Glenn qu'il est le fils d'une des lances de la trahison: Kfer de la maison Jebnaress. Il affrontera quelque temps après Köinzell dans un combat où il parvient à contrer ses ailes noires, et à les lancer lui aussi, laissant le semi-elfe à moitié mort. Au moment de lui donner le coup de grâce, il lui tendra simplement la main en souriant, lui disant qu'il a encore plein de choses à apprendre de lui. Deux mois plus tard, il est finalement nommé Maître de l'épée après sa victoire contre Köinzell. Son nom complet est Ikfes Jebnaress, et c'est en réalité le fils de Kfer Jebnaress, et il s'est essentiellement battu au service de Glenn pour pouvoir retrouver son honneur de noble, sa famille ayant été déchue de ses droits après le retour des Sept Héros. Après la mort supposée de Köinzell, il reste au service du Marquis Lebellond qu'il avait rejoint après la mort de Glenn, et reçoit officiellement le titre de Maître de l'épée qui n'avait plus été porté depuis la mort du précédent porteur du titre et la trahison d'Ascheriit. Anobli et recevant un petit domaine en récompense de ses services, il participe à la guerre au service de Lebellond. Fait prisonnier après la défaite de celui-ci, il est libéré par un des soldats de Glenn, qui le supplie de rejoindre son camp En pointant son épée vers celui qui fut jadis son maître, il se montrera fidèle à l'Empire et au bastion qu'il défend. Malgré les attaques coordonnées de Köinzell et d'Ikfes, Glenn parviendra à les vaincre et à s'enfuir. Dominé par le désir de venger de celui qu'il sait désormais être le meurtrier de son père, il combat Köinzell en duel dans le but d'accroître ses forces. Devenu Marquis, il mène des troupes au combat durant la bataille finale ; il y termine son évolution et fait face à de nombreux ennemis, tels qu'Arguerant, Rangzatz ou encore un Ischudïen métamorphosé. Son admiration pour Asheriit est visible avec la cape qu'il porte à la fin de l'aventure et qui est semblable à celle de Köinzell. Finalement, il combat avec une deuxième épée en pierre elfique noire et blanche forgé par le Tueur de Héro, ce qui rappelle qu'Asheriit se battait aussi à l'époque avec 2 épées.

### Les Quatorze guerriers élus
Une vingtaine d'années avant le début de l'histoire, une guerre terrible opposa l'empire de Sahrandien à l'empire ténébreux de Wischtech. Pour sceller les pouvoirs de Wischtech et empêcher la destruction de l'empire, l'actuel empereur, Largor III, fit fabriquer quatorze lances sacrées par Ascheriit à partir de pierre elfique et rassembla un groupe hétéroclite de héros aux origines diverses, aussi bien des nobles comme son fils Glenn et Kfer le seigneur de Jebr, que des personnes de basse extraction, comme Ascheriit ou Schtemwölech. Les quatorze guerriers, aussi appelés les "Lances sacrées", luttèrent contre l'empire ténébreux et permirent la victoire de Sahrandien dans la guerre, sept d'entre eux survécurent et se firent appeler les "Sept Héros", trois périrent avant la bataille finale et furent connût comme les "Guerriers sans retour", les quatre derniers furent baptisés les "Lances de la Trahison" car ils changèrent de camp, selon le témoignage des Sept Héros. Ces derniers devinrent les piliers du semblant d'équilibre qui s'installa et qui existe encore au début du manga. Ceux qui n'étaient pas nobles parmi eux furent anoblis par l'empereur et devinrent respectivement Comtes pour cinq d'entre eux, et Marquis (bien que sur les cartes leurs provinces soient des « Fürstentum », soit des « principautés ») pour les deux restants. Ils reçurent également la gouvernance des provinces entourant la capitale impériale à partir des "Provinces Frontalières", ces provinces sont actuellement connues comme étant la "Route des Héros" ou "Helden Strasse".

### Les Sept Héros
Glenn (グレン, Guren)
Voix japonaise : Kazuhiko Inoue, voix française : Michaël Conte
Il possède le statut de Marquis et de Seigneur du Marquisat de Jebr. L'« Ordre des chevaliers des 7 lances » est sa garde personnelle constituée de grands guerriers, qui agit comme un groupe d'intervention à travers tout Sahrandien. Cette milice est constituée de volontaires qui ont tous une foi inconditionnelle en le Marquis. Il est le fils de l’Empereur Largor III qui n'a jamais vraiment eu de geste paternel à son égard, bien qu'il ait toute confiance en lui en tant que Marquis et qu'il le tienne en haute estime. Il est sans doute le plus influent, charismatique et ambitieux Héros. Il se repentit même d'avoir trahi ses quatre compagnons et c'est pour cela qu'il se voue tout entier au bonheur du peuple. Il sera assassiné par Köinzell au cours d'une compagnie mené par l'empire tout entier contre celui-ci. Dès lors, sa mort laisse un vide notoire chez la population, notamment celle de Jebr, où les différents clans se battent pour le contrôle du territoire, conflits que le marquis semblaient apaiser de son vivants. En réalité, il n'en était rien selon les dires de Kveria, amie d'enfance d'Ikfes, qui affirme que le marquis a causé plus de mal que de bien en ternissant définitivement le nom de la famille régente: celle des Jebnaress, qui devait avoir Kfer à leur tête.
Il ressuscite mystérieusement plus tard, sous une apparence beaucoup plus jeune et avec l'aide de son camarade Ischüdien, qui lui voue une loyauté sans faille. Il entame alors sa propre guerre pour prendre le pouvoir et installer une royauté en détruisant l'empire de bout en bout. Lorsqu'il croise Köinzell sous cette forme lors de l'attaque d'un château dont son armée devait s'emparer pour se diriger vers la capitale, il avoue à son père, l'empereur Largor III, ainsi qu'à Köinzell, qu'il a ressuscité grâce à une technologie de Wischtech qu'il avait employé sur son corps en y greffant un embryon qui a dévoré son corps à sa mort pour créer une nouvelle enveloppe, il a également développé une nouvelle technique d'épée pour contrer les ailes noires, nommée "L'illusion divine". Il faut savoir que les Sept Héros ont conclu un pacte secret avec des survivants de l'armée de Wischtech coincés de leur côté de la barrière séparant les deux mondes et qui inclut un pacte de non-agression de Sahrandien envers Wischtech, et ce contre leur savoir et la technologie, raison pour laquelle des héros comme Lebellond, Schtemwölech, Ischüdien, Glenn et même Barestar usent de la magie des ténèbres dans leur intérêt propre. Lors de la bataille finale, l'explosion du canon principal de son Château de la Lance Céleste provoque sa mort, mais après la mort d'Ischüdien une de ses chevaliers et amante l'embrasse, sacrifiant sa vie pour lui permettre de renaître sous une forme monstrueuse. Il finit par être tué par Köinzell, soutenu par les rayons des lunes à leur maximum et qui lui permettent d'user de tous ses pouvoirs elfiques.
Schtemwölech (シュテムヴェレヒ, Shutemuverehi)
Voix japonaise : Taiten Kusunoki (en), voix française : Benjamin Thomas
Il possède le statut de Comte et administre le Comté de Mollan. Ancien brigand, il a été élu en tant que porteur d'une des Lances sacrées. Il fut jadis le meilleur ami d'Ascheriit durant leur mission, mais suivit tout de même les six autres félons lors de l'assassinat de leurs compagnons.Vêtu d'une cape et d'une longue robe sur laquelle figure son blason, Schtemwölech est un homme aux cheveux noirs, plutôt long, et son visage est orné d'un bouc. Il finit par devenir un seigneur entièrement corrompu, dont la vision des choses est complètement distordue. Sa forteresse est bâtie sur des galeries où, dans l'exercice de son pouvoir, il capture des jeunes filles semi-elfes et les sacrifie pour se créer un corps parfait. Même si vingt années se sont écoulées, il parvient à tenir tête à Köinzell dans un duel d'escrime où chacun se blesse mortellement. Il est la première victime du héros dans son acte de vengeance.
Barestar (バレスター, Baresutā)
Voix japonaise : Naoya Uchida (en), voix française : Jean-Michel Vovk ; Laurent Bonnet (jeune)
Il possède le statut de Comte. Il est également le fils d'un riche marchand de Lemda, dont il est le seigneur. Sa moustache originale, ses cheveux court et son visage tatoué contraste avec son habit, mélange entre une longue robe et une armure menaçante aux épaulettes surmontées de pointes. Après la mort de Schtemwölech, Barestar commence à sombrer dans la folie et devient paranoïaque. Il décide alors d'attaquer la ville libre de Jullas-Abblas, qu'il estime être une menace pour lui et dont il envie les droits de construction de Dragons volants, dont elle possède les meilleures chantiers de construction. Sans résister et comme retombé en enfance, il se laisse assassiner par Köinzell. À noter qu'il n'a fait que suivre les autres et qu'il a fini par se perdre lui-même, et c'est presqu'avec pitié que son ancien camarade met fin à sa vie.
Lebellond (レベロント, Reberonto)
Il possède le statut de Marquis et règne sur le Marquisat de Krohzen. On suppose de par son titre qu'il a depuis toujours appartenu à la noblesse. C'est un homme grand, très bien bâti, à la chevelure rousse et vêtu d'une armure menaçante affichant sa nature rude et son tempérament de feu. Durant la guerre contre Wischtech, il était souvent en désaccord avec Glenn, et ces dissensions ont dès lors perdurées. Arrogant à l'extrême, il n’hésite pas à prendre les devants, quitte à interférer avec les plans de ses alliés. À cause d'une de ces interférences, Köinzell parvint à échapper aux troupes du Marquis Glenn et à tuer ce dernier. À la suite de cet assassinat, c'est Lebellond qui se voit attribuer les pleins droits, tout comme Glenn auparavant, afin de réussir la capture du "tueur de héros". Entre temps, il déclare à tout l'Empire sa volonté d'écraser les derniers vestiges de l'armée des ténèbres, dont la menace, quoique mineure, se fait toujours ressentir. À noter que Lebellond, quoique très ambitieux est l'un des plus perfide et cruel dans sa manière d'être et de gouverner, comme le prouve l'épisode de la révolte de Jebr où il ordonne à ses soldats d'empaler les têtes d'émissaires ennemis et mate la rébellion dans le sang. Néanmoins, il sait preuve d'une certaine compassion, notamment en apprenant la mort de son plus jeune fils Guerud, en qui il fondait de grands espoirs. C'était le seul des Sept Héros à avoir des enfants, quatre fils et une fille, contrairement à d'autres de ses pairs, comme Glenn ou Schtemwölech, il n'ambitionnait pas d'utiliser la technologie de Wischtech pour rallonger sa propre espérance de vie.
La "Guerre des Héros" (opposant Lebellond à un Glenn ressuscité) marque un tournant pour lui et son armée: en effet, celle-ci est pratiquement vaincue par les forces de Glenn et d'Ischüdien. Malgré cette défaite écrasante , il refusera catégoriquement de se rendre face à son rival, aveuglé par son orgueil et par son désir de devenir le prochain empereur de Sahrandien. Il contacte la plupart des grands seigneurs de l'Empire, notamment par le biais de Güllengurv et de Nirgenfeled, mais en vain. Son ultime bataille face à Glenn étant perdue d'avance, Il tente de s'enfuir mais sera rattrapé par Köinzell lui-même et sera littéralement mis en pièces par celui-ci. Comme l'avait prédit la prêtresse de Monderbürg, Lebellond avait tout perdu : ses terres, son armée, la confiance du peuple, ses propres enfants s'était retournés contre lui ou étaient morts.
Ischüdien (イシューディーン, Ishūdīn)
Il possède le statut de Comte et régnerait supposément sur le Comté de Zighiid. Malgré son apparence de vieillard à la barbe et à la chevelure blanche, c'est un homme qui affiche un air noble et calme en permanence. Réfléchi dans ses opinions et dans ses manœuvres, il est pendant longtemps resté un mystère pour le lecteur, ses interventions étant souvent peu nombreuses et ses motivations voilées par l'auteur. Ischüdien porte le même genre d'armure que Lebellond à peu de détails près, mais celle-ci renforce la noblesse du personnage tout en lui donnant un aspect fier et imposant. Comme dit précédemment, il n'est pas véritablement apparu pour l'instant, si ce n'est aux côtés de Glenn, qu'il aidait à la capture de Köinzell. La mort de Glenn paraissait le surprendre, sans pour autant l'inquiéter. Après cela et pendant un temps, il apparaissait aux côtés des anciens soldats de Glenn, prétextant à Rosen et ses alliés qu'il avait un plan pour contrer les plans brutaux de Lebellond. En réalité, lui et ses hommes se préparaient à la guerre en rassemblant un lourd arsenal de guerre au fin fond des grottes traversant les terres du comte, tout en construisant une forteresse volante des plus massives. Les révélations faites sur Glenn et sa résurrection (dont il semble être au courant depuis bien longtemps) nous permettent de comprendre plus en détail que la relation qu'ils entretiennent n'est pas établie sur un pied d'égalité : Ischudien a juré à Glenn une pleine allégeance, en dépit de son titre de héros et de ses privilèges. Plus tard, il l'aide à faire front face à Lebellond dans le cadre de la "Guerre des Héros" en lui fournissant du matériel de guerre et des soldats.
C'est à partir du tome 21 que le personnage commence à prendre de l'ampleur. Durant l'assaut final opposant l'armée de l'Empire menée par Ascheriit à celle du traître Glenn, il prend le contrôle de sa flotte et lutte pour les idéaux de son suzerain. Une série d'événements amèneront Ascheriit devant son ancien compagnon d'arme, tous les deux prêt à en découdre l'un avec l'autre. Toutefois, l'auteur choisit de nous présenter un flash-back montrant que la relation entre l'ancien maître de l'épée et son compère d'antan était fondée principalement sur la confiance. Notre héros ne comprenant absolument pas la raison qui a poussé Ischüdien à trahir ses camarades, il entreprend d'ouvrir un dialogue avec celui-ci. Dès lors, le voile se lève sur le personnage : jadis à la recherche d'un seigneur digne d'être servi et honoré, il fut attelé à devenir le vassal du jeune Glenn, dont il fut extrêmement déçu. C'est Ascheriit qui fut à l'origine du changement radical de celui-ci, de par la rivalité qui se créa entre eux. Une fois dans la Forêt de la Mort, Glenn montra à Ischüdien une chose qui le marqua au fer blanc : sa détermination à tuer ses camarades, et en particulier Ascheriit, qu'il considérait comme une menace à son ascension vers le trône impérial. Ainsi, la loyauté absolue d'Ischüdien envers son maître est à l'origine de sa félonie. L'affrontement a lieu et le Comte renégat blesse gravement Ascheriit, qui est néanmoins "sauvé" par un tir venant du navire flottant de Barant. Le vaisseau mère d'Ischüdien s'écrase alors sur la forteresse volante de Glenn. Pour tous les personnages, il est mort dans l'explosion provoquée par la chute de l'engin. À la surprise générale, il réapparaît sous une forme monstrueuse et humanoïde grâce aux pouvoirs que lui a conférés Glenn. Sous cette forme, il parvient à vaincre Ikfes et réparer le faisceau de la lance céleste en incitant des soldats à se sacrifier pour la réalimenter en énergie magique. Il meurt finalement sous la double attaque des ailes noires de Koinzell et Ikfes.
Nirgenfeled (ニルゲンフェレト, Nirugenfereto)
Il possède le statut de Comte et règne sûrement sur le comté de Lodien. Possédant l'apparence d'un vieillard à longue barbe, il est revêtu d'un vêtement immaculé orné de motifs divers, dont son propre blason au niveau de la poitrine, le tout relié à une cape. Sa coiffure en bol surmonté d'un couvre-chef rectangulaire semble être une de ses seules particularités qui le distingue de ses camarades. D'un naturel peu bavard, c'est en réalité un seigneur couard, fuyant face aux dangers et se réfugiant particulièrement derrière Lebellond, dont l'effectif militaire est énorme, car il n'a eu cesse d'entraîner beaucoup d'hommes. Pendant une des réunions des sept héros, il avoue regretter l'absence d'Ascheriit qui pourrait défaire le "tueur de héros".
Quand Lebellond refusera de se rendre à Glenn et commencera à sombrer dans la folie pendant l'épisode de la "Guerre des Héros", Nirgenfeled et son ami Güllengurv commencent à croire qu'ils ont choisi le mauvais parti, notamment en raison de la situation catastrophique à laquelle ils assistent et de l'acharnement de Lebellond à les retenir dans son bastion. Abandonnés par leur propres hommes, ils prennent la décision de trahir Lebellond dans une optique de survie en rapportant sa tête à Glenn. S'étant équipés mutuellement en vue de confronter Lebellond, ils seront surpris par Ascheriit lui-même dans la réserve d'armes du fief. Tandis que Güllengurv s'excuse de manière hypocrite, Nirgenfeled va jusqu'à proposer à Ascheriit de le mener jusqu'à Lebellond. Puis, désorienté et pris par la peur, Nirgenfeled l'attaque à l'aide d'une faux avant de s'enfuir en courant. Il se fait alors immobiliser net par une lance envoyée à toute allure par Ascheriit et qui lui transperce la jambe gauche. De surcroît, Güllengurv, voyant qu'il le retenait, lui porte un violent coup de marteau, lui broyant la main gauche. Pour se venger, Nirgenfeled lui projeta une hache qui transperça le dos. Sentant son heure arriver, il l'implore lâchement de tuer Güllengurv en premier dans l'espoir de prolonger sa vie de quelques instants, avant de se faire décapiter froidement par le rebelle tueur de héros.
Güllengurv (ギュレングルフ, Gyurengurufu)
Il possède le statut de Comte et contrôle le comté de Roggo. C'est un homme extrêmement corpulent, aux sourcils épais et aux crâne chauve. Il revêt, comme Nirgenfeled, un vêtement de couleur argenté, mis à part le fait que ce même vêtement se veut bien plus simple dans sa composition, ainsi qu'un couvre-chef recouvert de motifs circulaires qui pourraient représenter deux lunes. D'ailleurs, Güllengurv semble avoir pour fonction de diriger le château de Monderburg où officie la prêtresse de la lune, qu'il accompagne durant ses trajets. De plus, la surface supérieure de son vaisseau possède un blason comportant deux lunes accolées. Avant l'apparition du rebelle tueur de héros, il adopte une attitude confiante et réfléchie.
Plus tard, il aura la même comportement que Nirgenfeled. En revanche, il sera tout de même plus extraverti que son ami et saura prendre la parole dans certaines situations, notamment face à Lebellond durant la "Guerre des Héros". En effet, les événements n'étant pas du tout à son avantage et sentant le danger arriver avec l'abandon de ses hommes, Güllengurv choisira, avec l'aide de Nirgenfeled, de trahir Lebellond, réitérant ainsi le crime qu'ils ont commis 20 ans auparavant. Durant leur confrontation avec Ascheriit, qu'ils croient revenu d'entre les morts, il préférera s'excuser en prétextant que son crime n'était dû qu'à un moment d'égarement et de folie passagère provoqué par Glenn, sur lequel il reporte la faute. Après l'immobilisation de Nirgenfeled, le violent coup de marteau que lui porta Güllengurv et la hache qu'il reçut en plein dos en guise de rétorque, Nirgenfeled fut tué. En voyant la tête de son ami rouler à ses pieds, Güllengurv tenta vainement de faire culpabiliser Ascheriit en précisant qu'il n'était qu'un meurtrier qui ne valait pas mieux que ceux qu'il cherchait désespérément à tuer. Ce furent ses derniers mots, avant que Ascheriit lui tranche la gorge d'un coup d'épée.

### Les Lances de la Trahison
Ascheriit (アシェリート, Asherīto)
Il est le plus brillant escrimeur de l'Empire. Il fut adopté par un forgeron, abandonné dans un panier étant bébé et tenant dans ses petites mains une « Pierre des Elfes ». Il façonna sa première épée à 5 ans à partir de cette « Pierre des Elfes » alors que son père adoptif avait échoué à de multiples reprises. Son « papy » n'est autre que « le Maître de l'épée », Rudift. Un des professeurs de l'école où Rudift enseignait son art, Guryë, découvre le génie du petit forgeron. Il s'entraîne alors tout seul à reproduire les 8 mouvements de base sur un arbre derrière sa maison. Pour défendre Rudift attaqué par un apprenti qui voulait lui prendre son titre de "Maître de l'épée", Ascheriit enchaîna les 8 mouvements de base pour provoquer inconsciemment la technique des « Ailes Noires » à l'âge de 12 ans, une technique d'une extrême complexité et maîtrisable normalement au bout de 50 ans par les plus grands escrimeurs. Son meilleur ami était Schtemwölech. C'est dans la même école que Glenn a étudié l'art de l'épée. Ce dernier a toujours été jaloux d'Ascheriit quoiqu'il ait été son ami. C'est lui qui fabriqua les quatorze lances sacrées pouvant permettre aux guerriers élus de pénétrer la barrière de poison entourant la Forêt de la Mort et d'atteindre le temple permettant de renforcer le sceau isolant Wischtech de Szaaland.
Kfer (クファー, Kufā)
C'est sûrement le plus grand escrimeur de l'Empire après Ascheriit. Il est l'héritier de la famille noble Jebnaress, famille d'escrimeurs légendaires à qui était confiée la sécurité de la capitale. Cette famille était aussi la suzeraine de la région de Jebr. On apprend dans un retour en arrière que Kfer a un fils et une femme. À la suite de sa mort, les barons de Jebr devinrent des seigneurs de la guerre sous la pression de l'instinct féodal les poussant à agrandir leurs domaines, et s'affrontèrent violemment pour le contrôle de la région, la réduisant à feu et sang. Elle échue donc au Marquis Glenn, ce qui contraint les chefs de clans à une trêve. Cependant, à la suite de la mort de ce dernier, Jebr risque de se noyer à nouveau sous les bruits de combats. Néanmoins, Elsaria tente de convaincre les chefs de rester pacifiques. Après les révélations qui lui seront faites sur son père, Ikfes sombrera dans la colère et dans le regret d'avoir servi ses meurtriers. Avant de mourir, Kfer demanda à Ascheriit de s'occuper de son fils dans le cas où il périrait avant d'avoir pu accomplir sa mission, ce qu'Ascheriit fit, en quelque sorte.
Güsstav (ギュスタフ, Gyusutafu)
Elle était la seule femme qui composait l'ordre des possesseurs des « Lances Sacrées ». Aux allures d'amazones et experte dans les stratégies de combat, elle accompagna Ascheriit jusqu'au bout.
Krentel (クレンテル, Kurenteru)
Bien que paraissant aussi jeune qu’Ascheriit, Krentel possédait une certaine sagesse et d’importantes connaissances en matière de magie. Tout comme Güsstav, il ne renonça pas à la mission sacrée que l’Empereur leur avait confiée.

### Les Guerriers sans retour
Trois des quatorze guerriers sans retour, qui se sacrifièrent ou furent tués par les forces de Wischtech durant la Grande Guerre.
Ergnach (エルグナッハ, Erugunahha)
Voix japonaise : Kazuhiro Yamaji (en), voix française : Simon Duprez
Il fut jadis le bras droit de Largor III, qui le choisit pour devenir l'une des lances sacrées. Grâce aux mécanismes truffés dans le château séparant l'Empire des provinces frontalières, il réussit à créer les « Mille Silex », un mur gigantesque qui stoppa l'avancée des troupes de Wischtech lors de la Grande Guerre, au prix de sa vie. Par le passé, il a été envoyé auprès de Rudift, le maître de l'épée par le ministre de la guerre. Il était doté d'une volonté infaillible. Scellé dans ce qu'on appelle le "Temple", son corps fut considéré comme une relique appartenant aux sept héros, et devant lequel les pèlerins venaient se recueillir. Köinzell devra réduire en poussière le cadavre statufié de son ami pour entrer dans l'empire, après avoir puni le culte tyrannique qui profitait de l'affluence de vagabonds et de voyageurs.
Ediem
On ne sait quasiment rien de lui, mis à part le fait qu'il est aussi âgé qu'Ergnach. On ignore exactement quand ou comment il fut tué par l'ennemi.
Lambard
Tout ce que l'on sait de lui, c'est qu'il est plutôt jeune. On ignore exactement les circonstances de sa mort.

### Les fausses lances de la Trahison
Ce sont d'anciens seigneurs des terres frontalières dont les territoires furent en proies aux guerres, aux famines et aux pillages en raison des guerres civiles survenues au retour des sept héros. Ceux-ci les ayant abandonnés, ils souhaitèrent se venger en embrassant la magie des ténèbres issue de Wischtech. Afin de les provoquer, ils prirent le nom des "Lances de la trahison" et réunirent tout une armée pour prendre l'Empire d'assaut.
Imposteur Ascheriit (偽アシェリート, Nise Asherīto)
Muni de deux épées démoniaques dans son dos. En effet ceux-ci n'ont pris guère au sérieux cette partie frontalière de l'empire. Il sera tué par Köinzell pour avoir osé usurpé son identité et l'avoir sali une nouvelle fois.
Imposteur Kfer (偽クファー, Nise Kufā)
C'est une grosse brute qui aime son cheval Zyrus. Il finira tué par Köinzell après que celui-ci lui ait dévoilé son identité, et imploré son pardon sans succès.
Imposteur Güsstav (偽ギュスタフ, Nise Gyusutafu)
Depuis sa citadelle volante, cette maniaque de la magie de la foudre et des transmutations humaines fit peser une menace constante sur les peuples frontaliers. Elle usa des techniques de Witschtech pour rester jeune. Elle n'aime que ce qui est beau et fort. Elle sera tuée par Köinzell.
Imposteur Krentel (偽クレンテル, Nise Kurenteru)
Tout comme les autres lances de la trahison, Krentel est un imposteur ayant subi des mutations. Il transforma un de ses alliés (le Margrave de Gombark) en créature difforme dans le but de vaincre Koïnzell. Sa création est vaincue par Rosen et, juste avant de mourir, elle se venge de sa transformation en écrasant Krentel.

### Personnages de l'Empire
L'empereur Largor III (ラルゴールⅢ世, Rarugōru Sansē)
Voix japonaise : , voix française : Patrick Waleffe
Avant la guerre et avant de devenir l'empereur régnant, il fut un général renommé de l'empire. Sous sa régence, Sahrandien devint un empire prospère depuis la guerre contre Wischtech et ce grâce à une poigne de fer. Il est à l'origine de la mission sacrée et de l'instauration des 14 guerriers. Au retour des Sept Héros, il fit le dur choix de renier les 4 traîtres et de maudire leur nom, qui furent dès lors symbole de superstitions pour le peuple. Cependant, depuis la mort de son fils Glenn, il se laissa dévorer par le chagrin et perdit tout intérêt pour la gouvernance de son l'empire. Ce n'est qu'à partir du tome 17 qu'il semble reprendre ces esprits et se prépare à contrecarrer les plans de son fils. C'est d'ailleurs de la main de celui-ci qu'il mourra. Dans un dernier souffle, il restaure l'honneur d'Ascheriit et lui confie une ultime mission : arrêter son fils coûte que coûte.
Le Professeur Guryë (グリエ, Gurie)
Voix japonaise : , voix française : Julia Kaye
En tant qu'instructrice d'Ascheriit , elle lui apprit tout ce qu'il y a à savoir sur le maniement de l'épée. Dévastée par la trahison présumée de son élève, elle vit rongée par l'incompréhension. Devenue maître d'arme et diplômée de l'Empire, elle continue à éduquer de jeunes escrimeurs dans le Manoir de l'épée (qui se situe une enclave rattachée à l'Empire dans le comté de Roggo), lieu tombé en désuétude après la félonie d'Ascheriit. Grâce à elle, l'établissement retrouve peu à peu son prestige d'autant. Elle rencontre Ascheriit après la mort de Schtemwölech, mais ne le reconnait pas malgré tout. Ce n'est que bien plus tard, après la guerre de héros qui voit mourir Lebellond, Gullengurv et Nirgenfeled, qu'elle fait face à son ancien apprenti, qui met fin à la vie de l'émissaire de Glenn, Degiida, qui a tenté auparavant de convertir Guryë au pouvoir de Wischtech. Les retrouvailles se mêlent aux révélations, puisqu'elle apprend enfin la véritable nature des sept héros de la bouche de l'ancien maître de l'épée. Elle lui fait part de nouvelles connaissances en escrime, et permet au groupe de héros de rejoindre la capitale. Néanmoins, son rôle sera moins important durant la bataille finale opposant Ascheriit à Glenn.

## Manga
La publication de la série a débuté en décembre 2004 dans le magazine Young Gangan de l'éditeur Square Enix. Le premier volume relié nommé volume 0 est publié en juillet 2005. Elle a été mise en pause en novembre 2009 Après deux ans d'absence, la série est de nouveau publiée à partir d'août 2011, mais est transférée dans le magazine Monthly Big Gangan,. Le tome 11 a connu une sortie simultanée au Japon, en France et en Italie le 9 février 2012.
La version française est éditée par Ki-oon. La série est également éditée en Italie par Jpop. A l'occasion de la sortie du dernier tome en France en octobre 2019, des éditions collector furent mises en vente pour le grand public : en plus du tome 23, on pouvait trouver un carnet de travaux préparatoires de l'auteur.

### Arcs
De manière approximative, les différentes parties de l'histoire sont :
- L'épée noire : 15 chapitres (1 à 15)
- Schemwölech : 22 chapitres (16 à 38)
- Barestar : 26 chapitres (39 à 65)
- La Traque du Tueur de héros : 27 chapitres (66 à 93)
- La tyrannie de Lebellond : 13 chapitres (94 à 107)
- La guerre des héros : 11 chapitres (108 à 119)
- La tentation du pouvoir : 20 chapitres (120 à 140)
- La Fin du Monde : 30 chapitres (141 à 171)

### Liste des volumes et chapitres
| no | Japonais          | Japonais          | Français          | Français          |
| no | Date de sortie    | ISBN              | Date de sortie    | ISBN              |
| --- | ----------------- | ----------------- | ----------------- | ----------------- |
| 0 | 25 juillet 2005   | 4-7575-1479-4     | 24 mai 2007       | 978-2-915513-58-5 |
| Liste des chapitres : - Kap.1 : L'épée noire - Kap.2 : L'épée du mensonge - Kap.3 : Le prix de la supercherie - Le maître de l'épée (première partie) - Le maître de l'épée (deuxième partie) |                   |                   |                   |                   |
| 1 | 25 juillet 2005   | 4-7575-1480-8     | 12 juillet 2007   | 978-2-915513-68-4 |
| Liste des chapitres : - Kap.4 : Comme un éclair - I - Kap.5 : Comme un éclair - II - Kap.6 : Comme un éclair - III - Kap.7 : Comme un éclair - IV - Kap.8 : Comme un éclair - V - Kap.9 : Comme un éclair - VI - Kap.10 : Comme un éclair - VII - Kap.11 : Comme un éclair - VIII                                                                          |                   |                   |                   |                   |
| 2 | 25 novembre 2005  | 4-7575-1575-8     | 27 septembre 2007 | 978-2-915513-78-3 |
| Liste des chapitres : - Kap.12 : Sous un clair de lune évanescent - I - Kap.13 : Sous un clair de lune évanescent - II - Kap.14 : Pluie interminable - I - Kap.15 : Pluie interminable - II - Kap.16 : Pluie interminable - III - Kap.17 : Pluie interminable - IV - Kap.18 : Pluie interminable - V - Kap.19 : Pluie interminable - VI - Kap.20 : La nuit |                   |                   |                   |                   |
| 3 | 25 mars 2006      | 4-7575-1643-6     | 22 novembre 2007  | 978-2-915513-87-5 |
| Liste des chapitres : - Kap.21 : La nuit - II - Kap.22 : La nuit - III - Kap.23 : Köinzell - Kap.24 : Le château du héros - I - Kap.25 : Le château du héros - II - Kap.26 : Le château du héros - III - Kap.27 : Le château du héros - IV - Kap.28 : Le château du héros - V - Kap.29 : Le château du héros - VI                                          |                   |                   |                   |                   |
| 4 | 25 septembre 2006 | 4-7575-1780-7     | 24 janvier 2008   | 978-2-35592-000-4 |
| Liste des chapitres : - Kap.30 : Le château du héros - VII - Kap.31 : Schtemwölech - I - Kap.32 : Schtemwölech - II - Kap.33 : Schtemwölech - III - Kap.34 : Schtemwölech - IV - Kap.35 : Schtemwölech - V - Kap.36 : Englouti dans les ténèbres - Kap.37 : Le cercueil vide - I - Kap.38 : Le cercueil vide - II                                          |                   |                   |                   |                   |
| 5 | 24 mars 2007      | 978-4-7575-1970-1 | 15 mai 2008       | 978-2-35592-007-3 |
| Liste des chapitres : - Kap.39 : Le tueur de héros - I - Kap.40 : Le tueur de héros - II - Kap.41 : Le tueur de héros - III - Kap.42 : Le tueur de héros - IV - Kap.43 : Le tueur de héros - V - Kap.44 : Le tueur de héros - VI - Kap.45 : Le tueur de héros - VII - Kap.46 : Le tueur de héros - VIII - Kap.47 : Pour le héros                           |                   |                   |                   |                   |
| 6 | 25 septembre 2007 | 978-4-7575-2121-6 | 10 juillet 2010   | 978-2-35592-020-2 |
| Liste des chapitres : - Kap.48 : L'ombre de l'épée - Kap.49 : Les jeunes pousses - I - Kap.50 : Les jeunes pousses - II - Kap.51 : L'âme des guerriers - Kap.52 : La contre-attaque - Kap.53 : D'estoc et de taille - Kap.54 : La dévastation - Kap.55 : La convergence des sentiments - Kap.56 : La rétribution des héros                                 |                   |                   |                   |                   |
| 7 | 25 mars 2008      | 978-4-7575-2242-8 | 9 octobre 2008    | 978-2-35592-034-9 |
| Liste des chapitres : - Kap.57 : La percée - Kap.58 : Barestar - I - Kap.59 : Barestar - II - Kap.60 : L'épée du renouveau - I - Kap.61 : L'épée du renouveau - II - Kap.62 : L'épée du renouveau - III - Kap.63 : La bannière - Kap.64 : Le coup de poing - Kap.65 : La flamme                                                                            |                   |                   |                   |                   |
| 8 | 25 septembre 2008 | 978-4-7575-2386-9 | 15 janvier 2009   | 978-2-35592-035-6 |
| Liste des chapitres : - Kap.66 : À la croisée des chemins - I - Kap.67 : À la croisée des chemins - II - Kap.68 : À la croisée des chemins - III - Kap.69 : Une petite lame - Kap.70 : L'épée en pierre elfique - Kap.71 : Le passage secret - Kap.72 : L'encerclement - Kap.73 : Les dragons invincibles - Kap.74 : L'arrivée                             |                   |                   |                   |                   |
| 9 | 25 mars 2009      | 978-4-7575-2514-6 | 2 juillet 2009    | 978-2-35592-077-6 |
| Liste des chapitres : - Kap.75 : Une perte irrémédiable - Kap.76 : Mon Seigneur et maître - Kap.77 : La promesse - Kap.78 : Une voix qui chante - Kap.79 : L'interdit - Kap.80 : La vérité - Kap.81 : L'aube d'un jour nouveau - Kap.82 : Des souvenirs gravés - Kap.83 : Les tombeaux                                                                     |                   |                   |                   |                   |
| 10 | 25 septembre 2009 | 978-4-7575-2685-3 | 10 décembre 2009  | 978-2-35592-112-4 |
| Liste des chapitres : - Kap.84 : Ravages - I - Kap.85 : Ravages - II - Kap.86 : Ravages - III - Kap.87 : Ravages - IV - Kap.88 : Ravages - V - Kap.89 : Ravages - VI - Kap.90 : Ravages - VII - Kap.91 : Ravages - VIII - Kap.92 : Ravages - IX |                   |                   |                   |                   |
| 11 | 9 février 2012    | 978-4-7575-3004-1 | 9 février 2012    | 978-2-35592-177-3 |
| Liste des chapitres : - Kap.93 : Effondrement - I - Kap.94 : Effondrement - II - Kap.95 : Effondrement - III - Kap.96 : Effondrement - IV - Kap.97 : Effondrement - V - Kap.98 : Effondrement - VI - Kap.99 : Rêve |                   |                   |                   |                   |
| 12 | 25 septembre 2012 | 978-4-7575-3740-8 | 22 novembre 2012  | 978-2-35592-464-4 |
| Liste des chapitres : - Kap.100 : L'invincible - Kap.101 : La fratrie - I - Kap.102 : La fratrie - II - Kap.103 : Föllunglogahe - Kap.104 : Le corridor du dragon - Kap.105 : La lance céleste |                   |                   |                   |                   |
| 13 | 25 mars 2013      | 978-4-7575-3910-5 | 4 juillet 2013    | 978-2-35592-552-8 |
| Liste des chapitres : - Kap.106 : Les héros - I - Kap.107 : Les héros - II - Kap.108 : Les héros - III - Kap.109 : Les héros - IV - Kap.110 : Les héros - V |                   |                   |                   |                   |
| 14 | 25 octobre 2013   | 978-4-7575-4100-9 | 12 décembre 2013  | 978-2-35592-604-4 |
| Liste des chapitres : - Kap.111 : Les héros - VI - Kap.112 : Les héros - VII - Kap.113 : Les héros - VIII - Kap.114 : Les héros - IX - Kap.115 : Les héros - X |                   |                   |                   |                   |
| 15 | 25 avril 2014     | 978-4-7575-4258-7 | 3 juillet 2014    | 978-2-35592-692-1 |
| Liste des chapitres : - Kap.116 : Mon père - Kap.117 : La fin de l'hiver - Kap.118 : Le nouveau Roi - Kap.119 : Le fils d'un souverain - Kap.120 : Loyauté - Kap.121 : Mon maître |                   |                   |                   |                   |
| 16 | 25 novembre 2014  | 978-4-7575-4478-9 | 29 avril 2015     | 978-2-35592-755-3 |
| Liste des chapitres : - Kap.122 : Les mains de la colère - Kap.123 : Une dette immense - Kap.124 : La tentation du pouvoir - Kap.125 : La Terre des anciens - Kap.126 : Chasse - Kap.127 : Professeur |                   |                   |                   |                   |
| 17 | 25 mai 2015       | 978-4-7575-4648-6 | 10 septembre 2015 | 978-2-35592-873-4 |
| Liste des chapitres : - Kap.128 : L’éclat de l'épée - Kap.129 : Château contre Château I - Kap.130 : Château contre Château II - Kap.131 : Château contre Château III - Kap.132 : Château contre Château IV - Kap.133 : Château contre Château V |                   |                   |                   |                   |
| 18 | 25 mai 2016       | 978-4-7575-4989-0 | 25 août 2016      | 978-2-35592-955-7 |
| Liste des chapitres : - Kap.134 : L'épée de l'empire I - Kap.135 : L'épée de l'empire II - Kac.136 : Le retour - Kac.137 : Un crime insignifiant - Kac.138 : Un monde nouveau - Kac.139 : Les deux Blatt Meister - Kac.140 : Le trancheur d'ailes |                   |                   |                   |                   |
| 19 | 24 décembre 2016  | 978-4-7575-5192-3 | 8 juin 2017       | 979-10-327-0013-6 |
| Liste des chapitres : - Kap.141 : Les mots de l'empreur - Kap.142 : L'étendard du héros I - Kac.143 : L'étendard du héros II - Kac.144 : L'étendard du héros III - Kac.145 : L'étendard du héros IV - Kac.146 : L'étendard du héros V |                   |                   |                   |                   |
| 20 | 25 juillet 2017   | 978-4-7575-5420-7 | 7 décembre 2017   | 979-10-327-0181-2 |
| Liste des chapitres : - Kap.147 : Du même sang - Kap.148 : Espoirs - Kac.149 : Rois - Kac.150 : La jeune fille en noir - Kac.151 : Aux portes de la capitale I - Kac.152 : Aux portes de la capitale II |                   |                   |                   |                   |
| 21 | 24 février 2018   | 978-4-7575-5635-5 | 5 juillet 2018    | 979-10-327-0267-3 |
| Liste des chapitres : - Kap.153 : Aux portes de la capitale III - Kap.154 : Aux portes de la capitale IV - Kac.155 : Un vieil ami I - Kac.156 : Un vieil ami II - Kac.157 : Un vieil ami III - Kac.158 : Un vieil ami IV |                   |                   |                   |                   |
| 22 | 25 septembre 2018 | 978-4-7575-5857-1 | 25 novembre 2018  | 979-10-327-0337-3 |
| Liste des chapitres : - Kap.159 : Un vieil ami V - Kap.160 : Le château du nouveau roi I - Kac.161 : Le château du nouveau roi II - Kac.162 : Le château du nouveau roi III - Kac.163 : Le château du nouveau roi IV |                   |                   |                   |                   |
| 23 | 25 juin 2019      | 978-4-7575-6171-7 | 3 octobre 2019    | 979-10-327-0496-7 |
| Liste des chapitres : - Kap.164 : La fin du monde I - Kap.165 : La fin du monde II - Kac.166 : La fin du monde III - Kac.167 : La fin du monde IV - Kac.168 : La fin du monde V - Kac.169 : La fin du monde VI - Kac.170 : Une nouvelle ère |                   |                   |                   |                   |

## Anime
L'adaptation en anime est annoncée en février 2024. Celui-ci est réalisé par Takashi Naoya au sein des studios Satelight et Staple Entertainment et est diffusé depuis le 11 janvier 2025.

### Square Enix
1. 1 2  Tome 0
2. 1 2  Tome 1
3. 1 2  Tome 2
4. 1 2  Tome 3
5. 1 2  Tome 4
6. 1 2  Tome 5
7. 1 2  Tome 6
8. 1 2  Tome 7
9. 1 2  Tome 8
10. 1 2  Tome 9
11. 1 2  Tome 10
12. 1 2  Tome 11
13. 1 2  Tome 12
14. 1 2  Tome 13
15. 1 2  Tome 14
16. 1 2  Tome 15
17. 1 2  Tome 16
18. 1 2  Tome 17
19. 1 2  Tome 18
20. 1 2  Tome 19
21. 1 2  Tome 20
22. 1 2  Tome 21
23. 1 2  Tome 22
24. 1 2  Tome 23

### Ki-oon
1. 1 2  Tome 0
2. 1 2  Tome 1
3. 1 2  Tome 2
4. 1 2  Tome 3
5. 1 2  Tome 4
6. 1 2  Tome 5
7. 1 2  Tome 6
8. 1 2  Tome 7
9. 1 2  Tome 8
10. 1 2  Tome 9
11. 1 2  Tome 10
12. 1 2  Tome 11
13. 1 2  Tome 12
14. 1 2  Tome 13
15. 1 2  Tome 14
16. 1 2  Tome 15
17. 1 2  Tome 16
18. 1 2  Tome 17
19. 1 2  Tome 18
20. 1 2  Tome 19
21. 1 2  Tome 20
22. 1 2  Tome 21
23. 1 2  Tome 22
24. 1 2  Tome 23